# Petr Vydra
Petr Vydra (* 6. ledna 1972 Turnov) je český spisovatel, stand-up komik, scenárista, dramaturg, moderátor, filmový a divadelní herec.

## Život
Narodil se v Turnově. Roku 1995 vystudoval obor herectví na pražské DAMU, roku 2002 zde pak absolvoval ještě obor dramaturgie. Jako herec byl angažován v Městském divadle v Mladé Boleslavi, po absolvování civilní vojenské služby pak v Divadle F. X. Šaldy v Liberci. V letech 2000 až 2001 působil jako herec a autor v Dejvickém divadle, kde se mj. podílel na přípravě komponovaných programů Trapné večery.
Od roku 1995 působí jako odborný asistent na Katedře autorské tvorby a pedagogiky DAMU.
Roku 2002 začal pracovat jako moderátor a dramaturg na rádiu Classic FM.

### Stand-up comedy
Od roku 2006 se začal objevovat v pořadu televizního kanálu HBO Na Stojáka, jednom z prvních českých televizních pořadů uvádějících výstupy tohoto žánru, vedle např. Ester Kočičkové, Lukáše Pavláska, Tomáše Hanáka, Daniela Čecha, Ivy Pazderkové, Karla Hynka a dalších. Jako stand-up komik vystupuje v rámci živých produkcí, mj. prostřednictvím Na Stojáka s. r. o., opakovaně je také komikem objevujícím se v pořadu Comedy Club na kanálu Paramount Network.
Rovněž je autorem několika humoristických knih.
V komunálních volbách roku 2014 byl zapsán na kandidátku České pirátské strany v Turnově.

## Dílo

### Scénáře
- Krásno (spolu s O. Sokolem a M. Fingerem, 2014)[10]

### Herecká filmografie
- Malostranské humoresky (1995)
- Návrat idiota (1999)
- Padesátka (2015)
- Trojí život (TV film, 2018)
- Přes prsty (2019)
- Mstitel (2021)

### Knihy
1. Komici s.r.o. (2009)
2. Prdlé pohádky (2013)
3. Věnované pohádky (2016)
4. Hlas a jiné povídky (2020)
5. Muž v karanténě (2021)
6. Fejetony do kabelky (2021)
7. Nebudu ti lhát (2023)